# 免職
免職（めんしょく）とは、任命権者が公務員の職を一方的に免じ（解き・剥奪し）身分を失わせる処分をいう。
通常は免職という表現は公務員に対して使われ、民間企業では解雇という表現が一般的だが、両者に法的な違いはない。
免職を表す語では、殆どの動物が頭部を切断されると死亡するのに例えて、「馘首（かくしゅ）」・「首を切る（或いは切られる）」・「首が飛ぶ」または、単純または平易に「クビ（になる、にする）」・「切る」と表現されることが多い。処分の態様として、懲戒免職と分限免職に区分される。

## 懲戒免職
懲戒免職（ちょうかいめんしょく）とは、職場内の綱紀粛正及び規律と秩序の維持を目的として懲罰の意味で行う免職のことであり、職務に関するあらゆる懲戒処分の中で最も重い処分である。具体的には、法規違反や職務上の義務違反、職務懈怠、全体の奉仕者としてふさわしくない非行などを理由に行う。
任命権者は懲戒免職を行う前に、国家公務員は人事院、地方公務員は人事委員会もしくは公平委員会へ解雇予告の除外を申請し、認定が得られた場合には通常の退職手当を支給せず、即日（即時）に免職できる。この認定が得られない場合には、免職の際に解雇予告手当にあたる「予告を受けない退職者の退職手当」を支給しなければならない。
懲戒免職の宣告を受けた場合、その対象が20歳以上の成人では多くの場合で氏名や職名などが公表され、再就職も非常に困難となる。また、公務員は雇用保険に加入しないため、同制度上の失業給付を受けることもできず、再就職しない限り収入を得る手段がまったくなくなる。さらに、宣告を受けた日から2年間、国家公務員の場合は国家公務員に、地方公務員の場合は当該地方公共団体の地方公務員に就職することはできない（国家公務員法･地方公務員法ともに『欠格事項』として定められている）。年金も、職域年金相当部分の額の2分の1が60か月間支給停止される。
以上のようにきわめて厳しい処分であるため、その運用は厳格に定められており、民間企業であれば確実に懲戒解雇となるような行為であっても、多くの場合は停職以下の処分や諭旨免職相当の処分となる。このため、懲戒免職となるのはきわめて悪質なケースに限られている。

## 分限免職
分限免職（ぶんげんめんしょく）は、公務員に対する「身分保障の限界」という意味で、組織の能率的運営の維持・確保を目的として行われる免職のこと。具体的には、財政悪化などに伴う人員の整理削減、事故・災害による死亡または長期間の行方不明、心身の故障等による職務への従事不能・勤務成績不良、公務員としての適格性を欠くことなどを理由に行う。通常の退職手当が満額支給されるが行方不明の場合、その理由が単なる出勤拒否や職務の放棄、借金取り立ての回避など、著しく正当性を欠いている場合には職務懈怠として懲戒免職になることがある。社会保険庁が日本年金機構に移行した際に、懲戒処分を受けた社会保険庁職員に対して、大量の分限免職者が発生した。

## 諭旨免職（依願退職）
諭旨免職（ゆしめんしょく）とは、任命権者が公務員の非行を諭し、自発的に辞職するように促す退職勧奨の通称。
趣旨としては懲戒に近いものがあるものの、履歴書上の扱いは免職ではなく自己都合退職となる。具体的には、停職以下の懲戒処分にしたうえで自己都合退職を認める形態をいう。退職手当は懲戒処分により一定割合を減額したうえで支給されるが、処分が国家公務員法・地方公務員法上の懲戒処分未満（訓告や注意など）の場合は減額されない。免職と呼びながら通常の退職手当が支給されることに世間から非難があったため、現在ではこの用語は使われず、報道では「停職6ヶ月の処分となり、同日付で依願退職した」などと表現される。また警察組織を中心に諭旨免職者に対して再就職先が斡旋されることも多い。

## 根拠法規及び参考文献
- 国家公務員法第78条、第82条
- 地方公務員法第28条、第29条
- 人事院規則11-4、12-0
- 公務員等の懲戒免除等に関する法律
- 人事法令研究会『人事小六法』<平成20年版>学陽書房、2008年
- 退職手当制度研究会『公務員の退職手当法詳解』<第4次改訂版>学陽書房、2006年
- 退職手当制度研究会『公務員の退職手当質疑応答集』<全訂第4版>学陽書房、2007年